# Centrale nucleare di Saint-Laurent
La centrale nucleare di Saint-Laurent è una centrale nucleare francese situata a sud-ovest di Orléans, sul territorio del comune di Saint-Laurent-Nouan (Loir-et-Cher), sulla riva della Loira.
L'impianto è composto da 2 reattori PWR operativi ("Saint-Laurent B") e da 2 reattori GCR spenti ("Saint-Laurent A").
Il 17 ottobre 1969 e poi 13 marzo 1980 vi sono stati due incidenti con conseguenze locali, rispettivamente al reattore A-1 e al reattore A-2, classificati a posteriori al livello 4 della scala INES.